# Flughafen Mae Sot

i7
i11
i13
Der Flughafen Mae Sot (thailändisch ท่าอากาศยานแม่สอด IATA-Code: MAQ, ICAO-Code: VTPM) ist der Regionalflughafen der Stadt Mae Sot, Provinz Tak in der Nordregion von Thailand.

## Lage und Allgemeines
Er liegt etwa 5 Kilometer westlich des Stadtzentrums von Mae Sot und 85 Kilometer westlich von der Provinzhauptstadt Tak entfernt, ganz in der Nähe der Grenze zu Myanmar. Er verfügt über eine asphaltierte Start-/Landebahn auf 210 Metern Höhe über dem Meer mit einer Länge von 1500 Metern.

## Fluggesellschaften und Flugziele
- Nok Air – Bangkok Don Mueang

## Zwischenfälle
- Am 11. September 2005 geriet eine NAMC YS-11-500R der thailändischen Phuket Airlines (Luftfahrzeugkennzeichen HS-KVO) bei der Landung auf dem Flughafen Mae Sot von der Landebahn ab und rutschte eine kleine Böschung hinab. Alle 28 Insassen, vier Besatzungsmitglieder und 24 Passagiere, überlebten. Das Flugzeug wurde irreparabel beschädigt.[1]